# Adelpha thessalia
Adelpha thessalia is een vlinder uit de onderfamilie Limenitidinae van de familie Nymphalidae. De wetenschappelijke naam van de soort werd als Heterochroa thessalia in 1867 gepubliceerd door C. & R. Felder.